# Iris pseudopumila
Iris pseudopumila là một loài thực vật có hoa trong họ Diên vĩ. Loài này được Tineo miêu tả khoa học đầu tiên năm 1827.